# Vicente Ramírez Fernández
Vicente Ramírez Fernández (Madrid, 12 de diciembre de 1848 - Madrid, 1 de marzo de 1880) fue un escritor y periodista español perteneciente al Realismo literario del siglo XIX.

## Semblanza biográfica
Nacido el 12 de diciembre de 1848 en la ciudad de Madrid en el seno de una familia de linaje militar, siendo su sobrino nieto Carlos Ramírez Dabán. Desde joven mostró un gran interés por la literatura y la escritura, lo que lo llevó a dedicarse a estas disciplinas desde temprana edad. El carácter de su familia brindó a Vicente un entorno rico en historias y anécdotas, lo que influyó significativamente en su formación como escritor. Durante su vida se dedicó a publicar principalmente en periódicos como La Correspondencia de España o La Época. Contrajo matrimonio con Elena García Soto en 1872. Sin embargo, no llegaron a tener descendencia.
La amistad cercana que mantuvo con el novelista Benito Pérez Galdós fue fundamental en su desarrollo literario. Ambos escritores compartían ideas y perspectivas afines sobre la sociedad española, lo que fortaleció sus lazos de amistad y enriqueció sus respectivas creaciones literarias.
A la temprana edad de 31 años, el 1 de marzo de 1880, Vicente Ramírez Fernández falleció en su ciudad natal a causa de la tuberculosis, enfermedad que también provocaría la muerte de su esposa.

## Carrera literaria
Durante su carrera literaria, Vicente Ramírez Fernández destacó por su aguda observación de la realidad social y política de la época, y por plasmarla de manera veraz y fiel en sus obras. Su estilo narrativo estuvo profundamente influenciado por el Realismo literario y gracias al pasado militar de su familia, Vicente usó la riqueza de su herencia para enriquecer sus obras literarias. Por ello, destacó en la narrativa bélica, publicando tres novelas:
- Espada en llamas (1872): narra los eventos de la Guerra de Independencia Española (1808-1814), un conflicto clave en la historia de España. A través de un detallado relato, el autor muestra las luchas y sacrificios de los protagonistas, destacando la valentía y el coraje de los combatientes que se enfrentaron a la invasión francesa.
- El rugido de la libertad (1876): aborda los acontecimientos de la Guerra Carlista (1833-1876), otro conflicto bélico trascendental en la historia española. La novela retrata la división y la convulsión que la lucha entre carlistas e isabelinos provocó en la sociedad española, así como la lucha por la libertad y la identidad nacional.
- Campos de honor (1879): se centra en la guerra de África (1859-1860), un conflicto en el que España se enfrentó a Marruecos. A través de personajes ficticios y reales, Ramírez presenta una visión de los campos de batalla, explorando los dilemas morales y humanos que enfrentaron los soldados y oficiales durante el conflicto.